# 環面曲線

伯努利雙紐線的外形如∞

環面曲線（toric section）是平面和環面相交形成的曲線，正如圓錐曲線是圓錐面和平面相交而成的。其方程為：
{\displaystyle \left(x^{2}+y^{2}\right)^{2}+ax^{2}+by^{2}+cx+dy+e=0}
它們都是四次曲線。

## 伯努利雙紐線
伯努利雙紐線（Lemniscate of Bernoulli）的方程為
{\displaystyle (x^{2}+y^{2})^{2}=2a^{2}(x^{2}-y^{2})}
求雙紐線的弧長需要應用橢圓積分。雙紐線可視為雙曲線的反演變換，反演圓心在双曲线的中心。

## 卡西尼卵形線

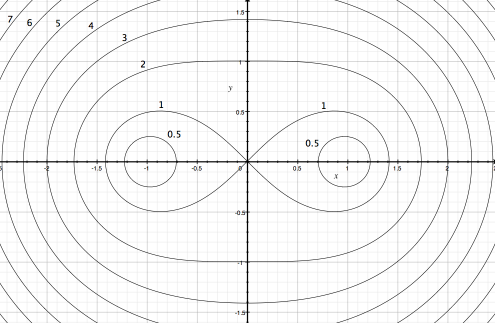
卡西尼卵形線

取兩個定點{\displaystyle Q_{1},Q_{2}}為焦點。卡西尼卵形線（Cassini oval）是所有這樣的點P的軌跡：{\displaystyle P}和焦點的距離的積為常數（這類似橢圓的定義——點{\displaystyle P}和焦點的距離的和為常數）。即{\displaystyle d(P,Q_{1})\times d(P,Q_{2})=b^{2}}。
在直角坐標系，若焦點分別在{\displaystyle (a,0)}和{\displaystyle (-a,0)}，卵形線的方程可寫成：
{\displaystyle ((x-a)^{2}+y^{2})((x+a)^{2}+y^{2})=b^{4}}
{\displaystyle (x^{2}+y^{2})^{2}-2a^{2}(x^{2}-y^{2})+a^{4}=b^{4}}
{\displaystyle (x^{2}+y^{2}+a^{2})^{2}-4a^{2}x^{2}=b^{4}}
在極坐標系：
{\displaystyle r^{4}-2a^{2}r^{2}\cos 2\theta =b^{4}-a^{4}}
卵形線經過反演變換，依然是卵形線。
卵形線的形狀由{\displaystyle b/a}的值決定。若{\displaystyle b/a>1}，軌跡是一個封閉的圈。若{\displaystyle b/a<1}，軌跡是兩個封閉的圈。若{\displaystyle b/a=1}，軌跡為伯努利雙紐線。

## Hippopede曲線

Hippopede曲線（或Hippopede of Proclus）的極坐標方程為：
{\displaystyle r^{2}=4b(a-b\sin ^{2}\theta )}
直角坐標系：
{\displaystyle \left(x^{2}+y^{2}\right)^{2}+4b(b-a)(x^{2}+y^{2})=4b^{2}x^{2}}
當{\displaystyle b=2a}，Hippopede曲線為伯努利雙紐線。